# Dorfkirche Baabe

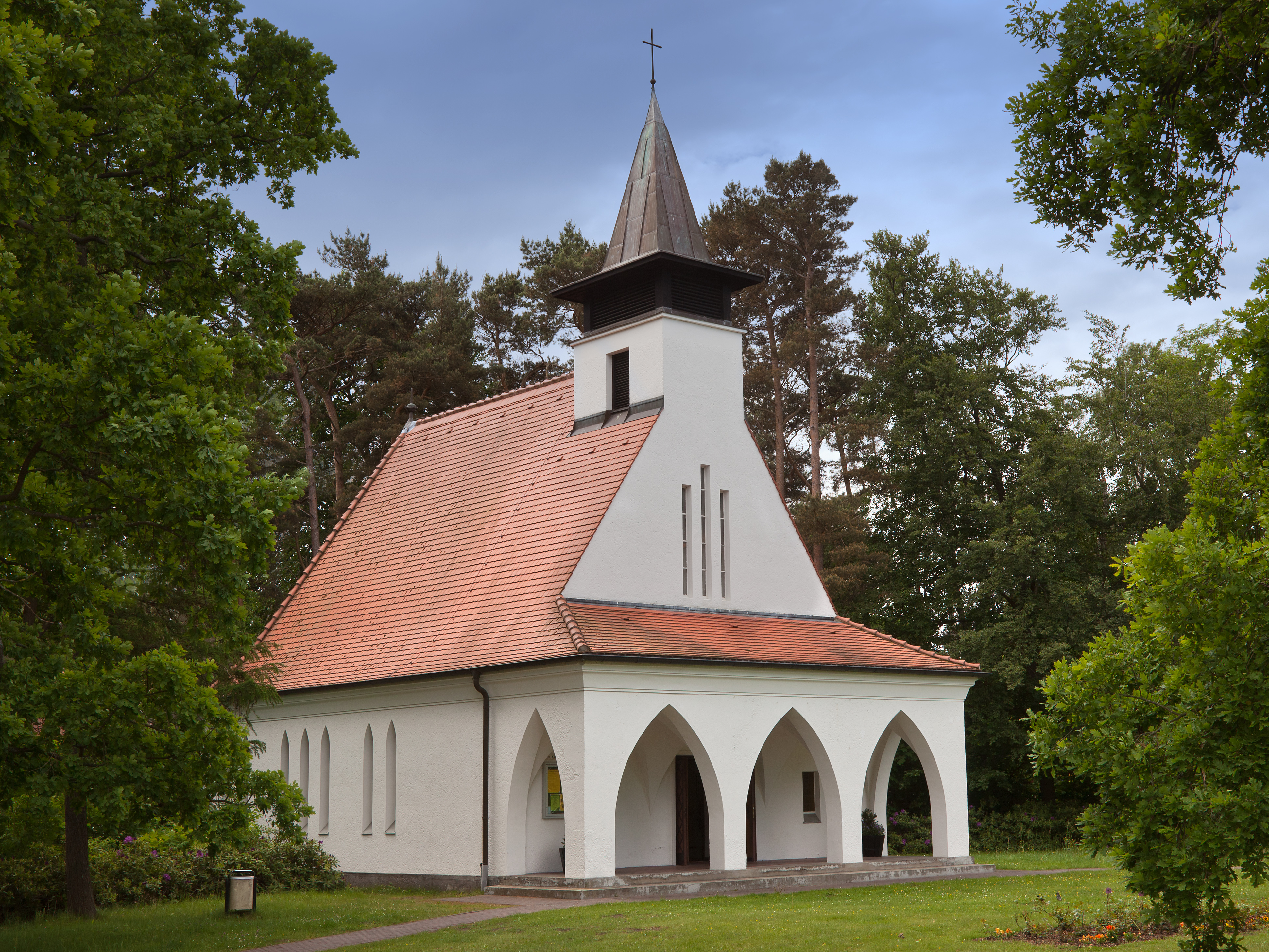
Dorfkirche Baabe

Die Dorfkirche Baabe ist die evangelische Kirche des Ostseebades Baabe auf Rügen. Sie ist ein Baudenkmal der Gemeinde Baabe und von Ostern bis Oktober eine verlässlich geöffnete Kirche.

## Geschichte
Zunächst gehörte das kleine Dorf Baabe zum Pfarrsprengel des circa vier Kilometer entfernten Middelhagen und der dortigen St.-Katharinen-Kirche. Ende des 19./Anfang des 20. Jahrhunderts begann sich Baabe zum Ostseebad zu entwickeln. Vor allem für die immer zahlreicher kommenden Badegäste führte der Pfarrer Medenwald Freiluftgottesdienste in Baabe ein. Es folgten dann jedoch Planungen zur Errichtung einer festen Kirche.
Am 11. Juli 1929 fand die Grundsteinlegung statt. Der Entwurf für die Kirche im Stil des Expressionismus stammte vom Berliner Architekten Erhard Schmidt, der über Jahre regelmäßiger Kurgast im Ort war. Die Bauausführung oblag dem örtlichen Bauunternehmer Albert Ewert. Das Richtfest wurde am 20. September 1929, die Einweihung am 24. Juni 1930 gefeiert. Die Kirche erhielt drei Glocken mit den Inschriften O Land, Land, höre des Herren Wort!, Lasset euch versöhnen mit Gott! und Alles, was Odem hat, lobe den Herrn!.
Bereits am 23. April 1933, nur 83 Tage nach der Machtergreifung der Nationalsozialisten, veranlasste die Kirchgemeinde die Pflanzung einer Hitler-Eiche und einer Hindenburg-Eiche. Beide Bäume stehen, nun allerdings namenlos, noch heute vor der Kirche.
Am 3. Oktober 2000 (10. Jahrestag der Deutschen Einheit) wurden die beiden Eichen neu gewidmet: Dem Frieden, der Freiheit und der Demokratie.
Am 1. April 1950 wurde die Kirchgemeinde Baabe aus Middelhagen herausgelöst und als Tochtergemeinde der Kirchgemeinde Sellin angegliedert.
1958 erhielt die Kirche über das Evangelische Hilfswerk eine Glockenläutemaschine. 1968 wurde eine Orgel angeschafft. Nach einer anderen Angabe wurde die kleine Orgel durch die Frankfurter Firma W. Sauer Orgelbau jedoch erst 1969 gebaut. 1971 erfolgte eine Neudeckung des Turmdachs. Der Glockenstuhl wurde neu gestrichen. Im Jahr 1987 machte sich eine in Eigenleistung durchgeführte Reparatur des Turmdaches erforderlich. Kirche und Fassade wurden renoviert.
In der Zeit der politischen Wende in der DDR dient die Kirche als Raum für Einwohnerversammlungen. Bereits 1987 hatte eine Ausstellung Der konziliare Prozess für Gerechtigkeit, Frieden und die Rettung der Schöpfung mit in der DDR kritischen Zahlen- und Datenmaterialien stattgefunden.
In den Jahren von 1993 bis 1997 fanden diverse Sanierungsmaßnahmen statt. Die Säulen der Vorhalle erhielten einen Schutz gegen aufsteigende Nässe, Kirchenschiff und Turm wurden neu gedeckt, der Dachstuhl erneuert. Der im Halbrund angelegte Zugang zur Kirche wurde im Zuge einer AB-Maßnahme neu gepflastert. Im Mai 2001 erfolgte erneut eine Renovierung der Fassade.
Zum 10. Jahrestag der Deutschen Einheit wurde am 3. Oktober 2000 auf dem Vorplatz der Kirche ein Mahnmal mit der Aufschrift: Zum Gedenken an die Opfer aller Kriege, Diktaturen, rassischer und politischer Verfolgung, Flucht und Vertreibung enthüllt.
Am 1. Januar 2003 bildete die Kirchgemeinde Baabe mit den Gemeinden Sellin und Lancken-Granitz einen pfarramtlichen Zusammenschluss.
Im Jahr 2003 wurde die Wasserzuleitung zur Kirche neu verlegt. 2004 wurde die Empore im Kircheninneren durch eine Wand vom restlichen Kirchenschiff abgetrennt, um so einen Versammlungsraum zu erhalten.
Bereits in der Zeit der DDR war die Sankt-Michaelis-Gemeinde Bremen Partnergemeinde der Kirche.

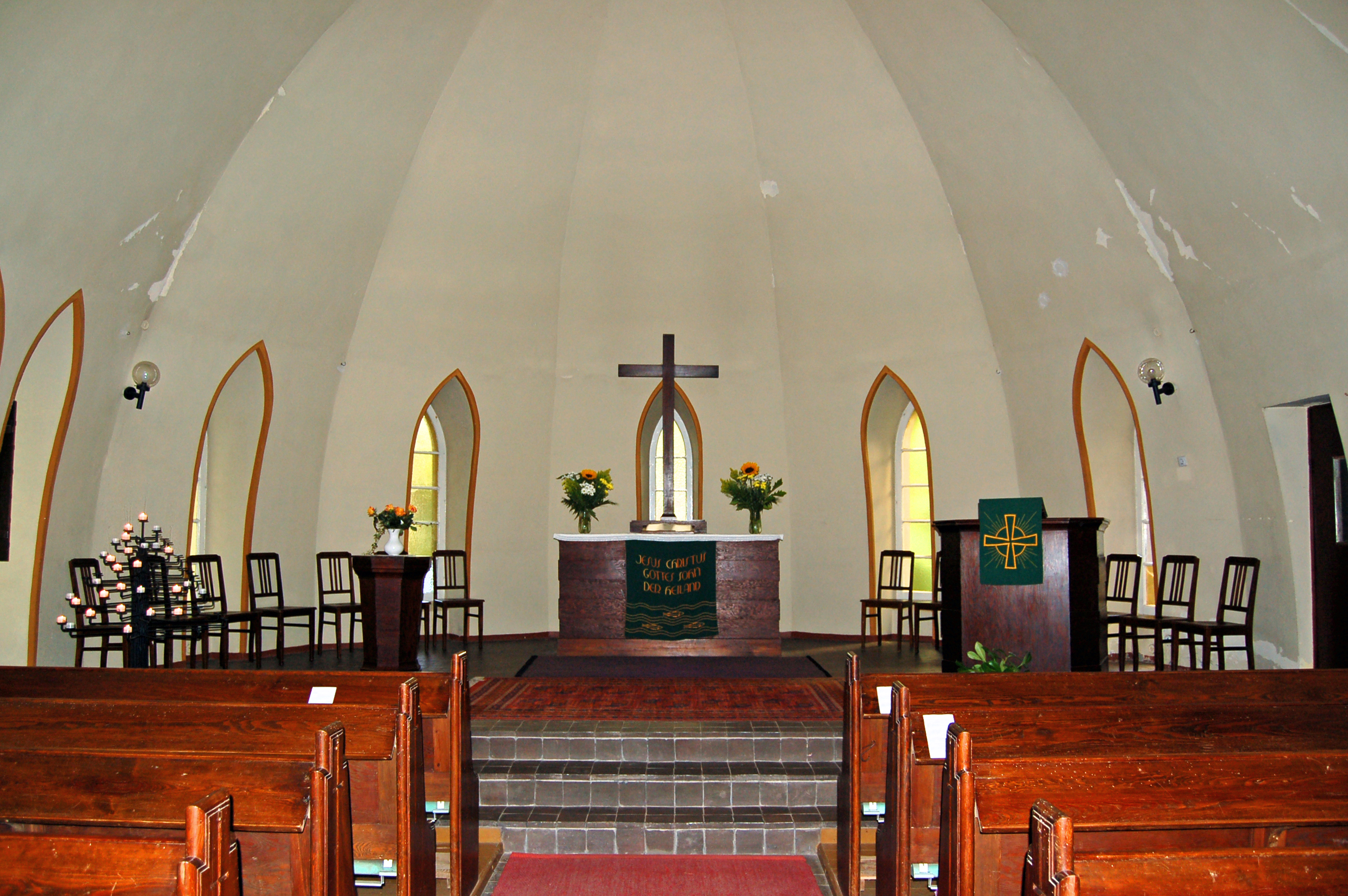
Innenansicht

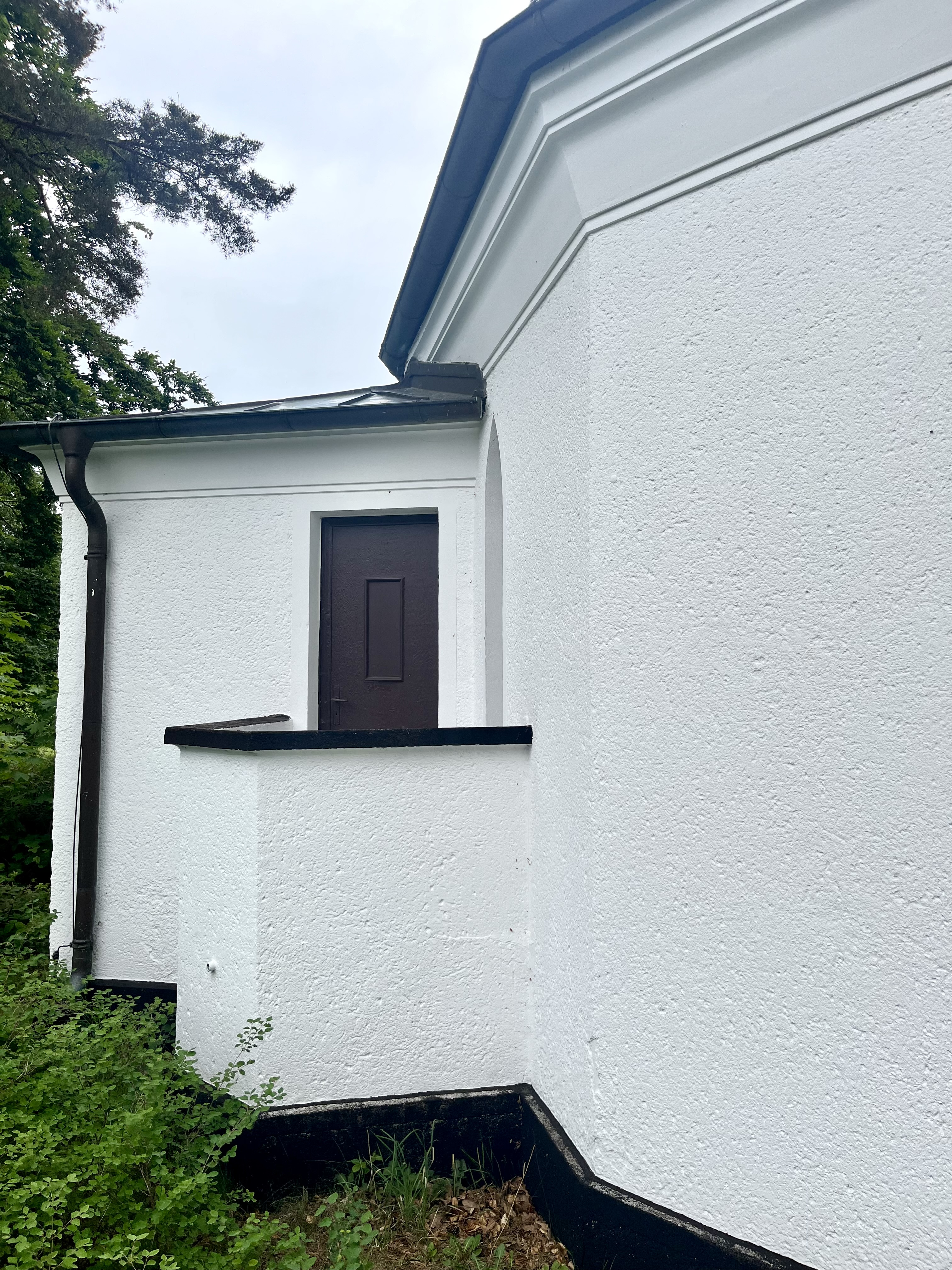
Außenkanzel Dorfkirche Baabe

## Architektur
Der rechteckige Kirchenbau ist mit einem Satteldach gedeckt. Auf der nördlichen Eingangsseite ist über die ganze Breite des Kirchenbaus eine Vorhalle mit drei spitzbogigen Öffnungen vorgesetzt. Auf den First sitzt nach Art eines Dachreiters ein kleiner Glockenturm, der drei Glocken enthält.
Im Innern erinnert das Gewölbe der schlicht gehaltenen Kirche an ein kieloben liegendes Boot. Gleiches gilt für die Fenster. Ungewöhnlich ist eine an der südöstlichen Ecke der Kirche befindliche Außenkanzel. Sie geht auf die Zeit und die alte Tradition der Freiluftgottesdienste zurück. Allerdings wurde sie in den Jahrzehnten seit dem Bestehen der Kirche wohl noch nie genutzt.

## Orgel
Die Orgel wurde 1969 von Wilhelm Sauer (Frankfurt/Oder) 1969 erbaut. Das rein mechanische Schleifladen-Instrument hat vier Manualregister (Holzgedackt 8′, Rohrflöte 4′, Prinzipal 2′, Scharff II-III). Das Instrument hat kein Pedal.

## Gemeinde
Die evangelische Kirchgemeinde gehört seit 2012 zur Propstei Stralsund im Pommerschen Evangelischen Kirchenkreis der Evangelisch-Lutherischen Kirche in Norddeutschland. Vorher gehörte sie zum Kirchenkreis Stralsund der Pommerschen Evangelischen Kirche.